# Pavillon des Roses
Le pavillon des Roses (Розовый павильон) est un pavillon situé dans le parc du palais de Pavlovsk à côté de Saint-Pétersbourg en Russie. Son nom est inscrit en français sur le fronton d'honneur.

## Histoire
C'est l'un des édifices parmi les plus poétiques du parc de Pavlovsk. Il est construit en style néoclassique en 1811-1812 par l'architecte Andreï Voronikhine à la limite du champ de Parade et du bois du Bouleau Blanc. C'est un pavillon de bois au milieu d'un jardin de roses. Il est peint de couleur jaune pâle avec des frises de putti et des portiques à colonnes ioniques blanches et surmonté d'une petite coupole. En 1814, Carlo Rossi aidé de Pietro Gonzaga rajoute au pavillon une salle de bal ornée de frises de roses.
C'était un lieu de prédilection de l'impératrice Marie Fiodorovna qui y recevait ses invités à la belle saison, parmi lesquels nombre de poètes, d'écrivains, d'artistes et de peintres, au milieu d'une société aristocratique choisie.
La roseraie du pavillon des Roses a été replantée par le paysagiste français Louis Benech (1992-1995).
Aujourd'hui, le pavillon peut se louer pour des réceptions privées.

## Illustrations

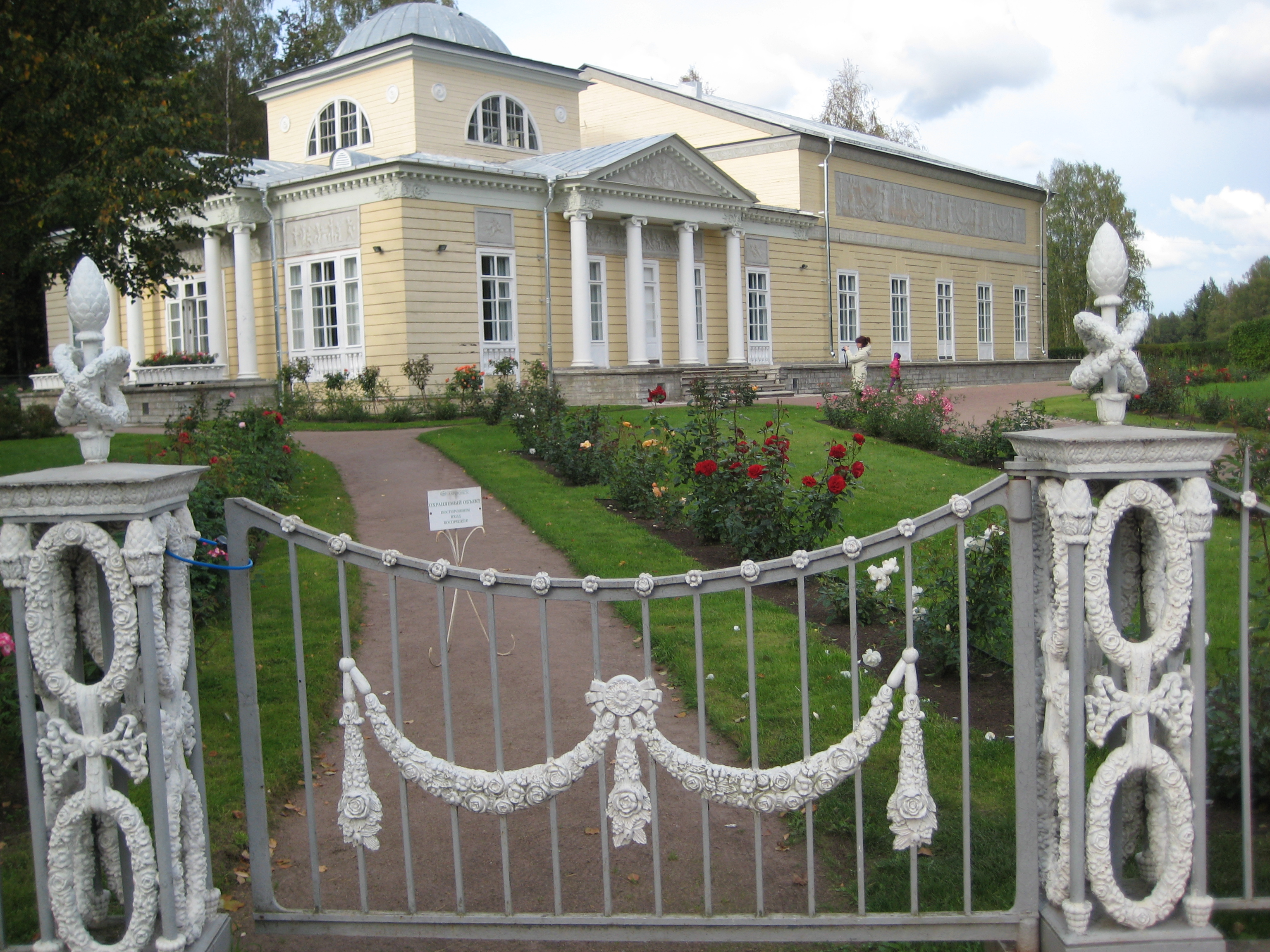
Vue latérale du pavillon avec sa salle de bal à l'arrière
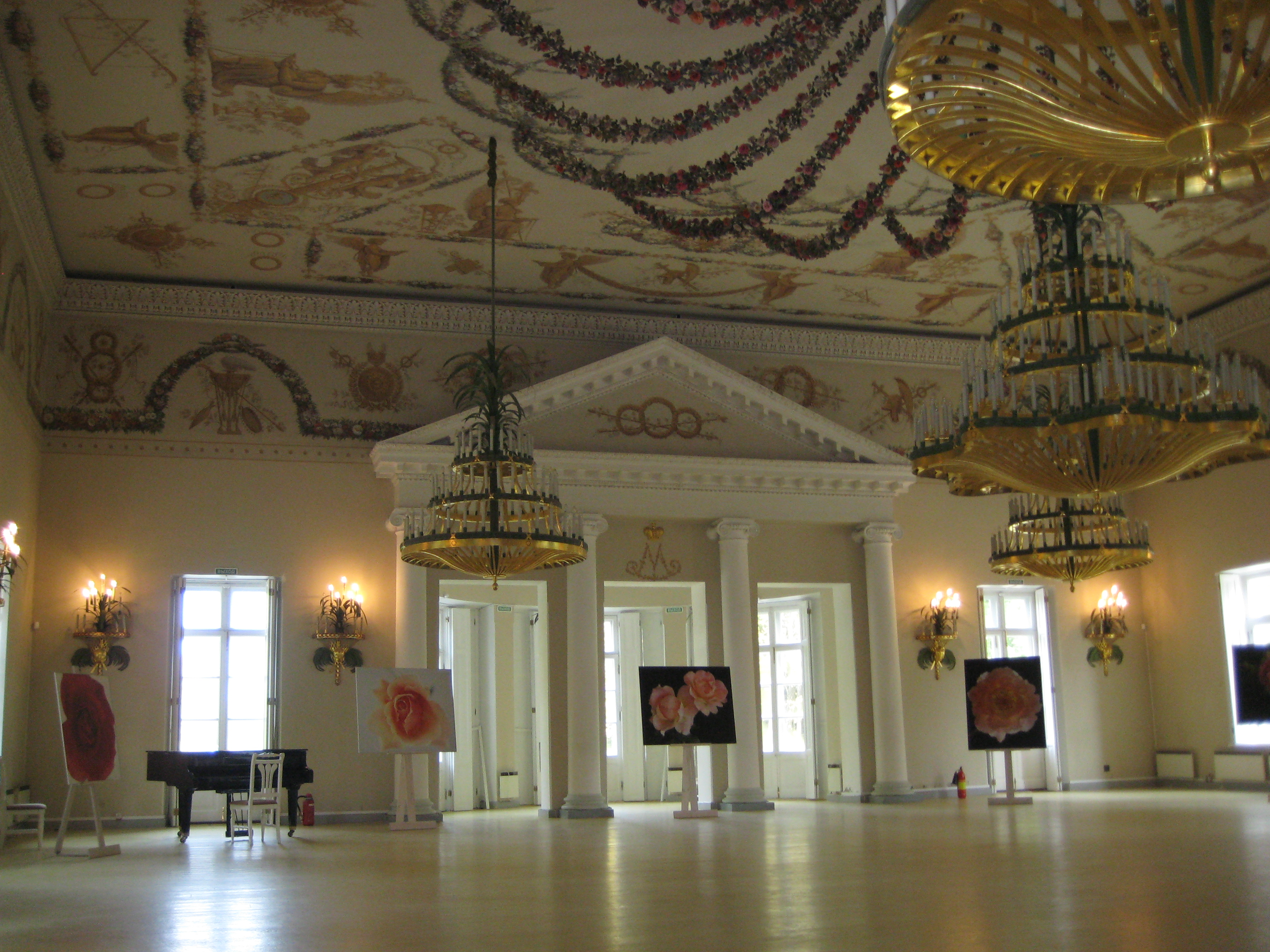
Vue du grand salon blanc
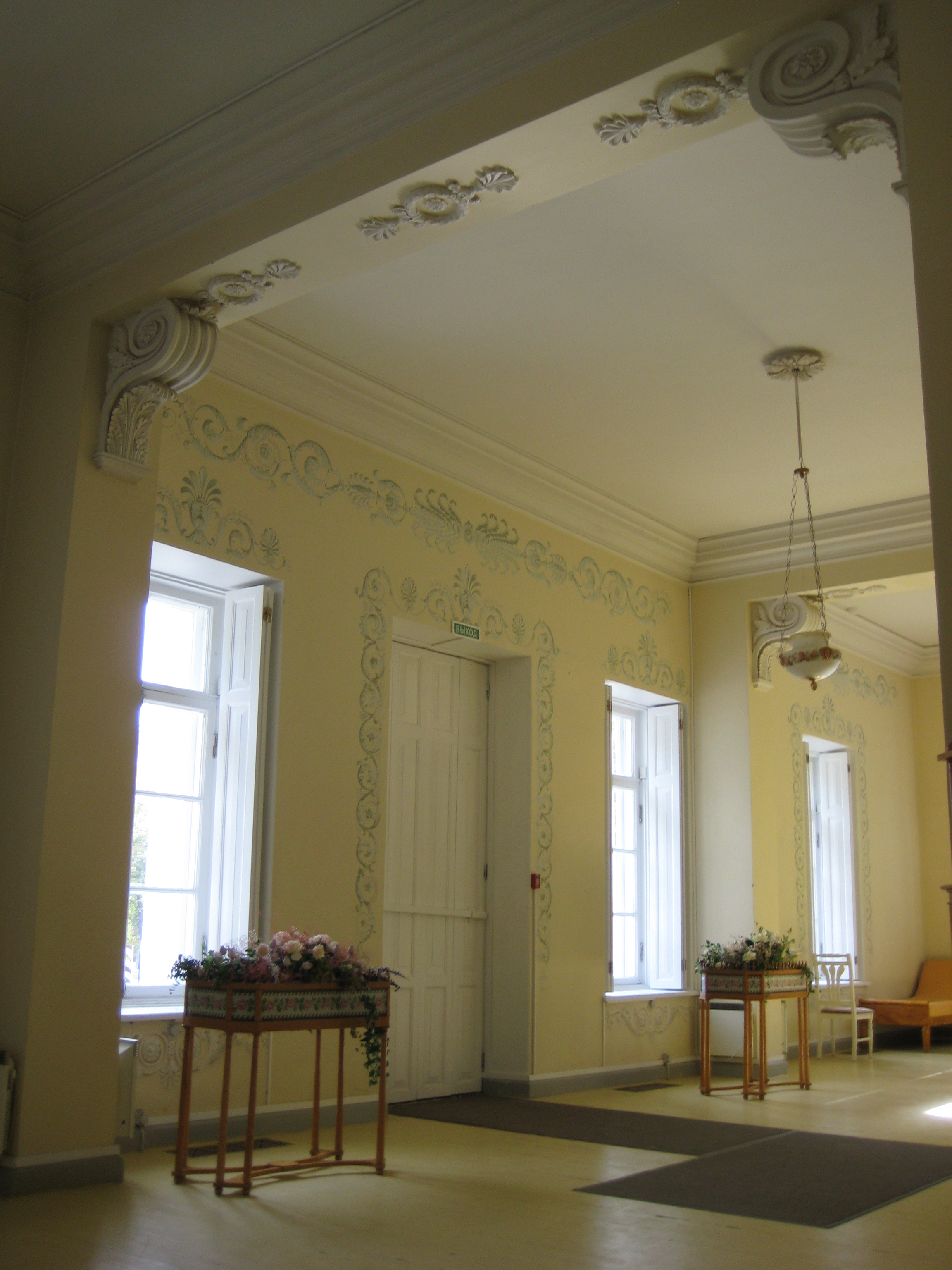
Vue d'un vestibule
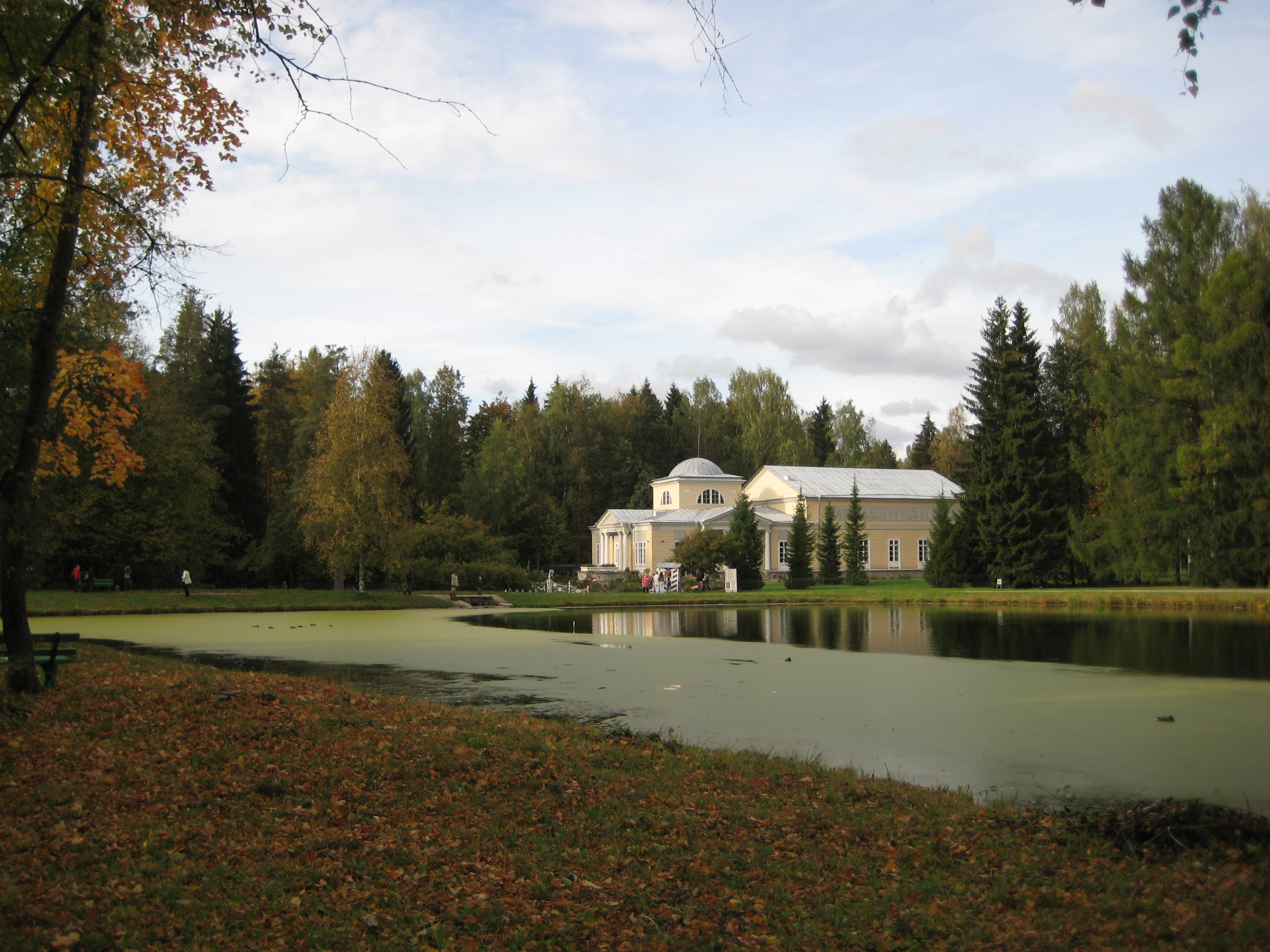
Vue du pavillon au bord de son étang